# 巴什科爾托斯坦共和國國旗
巴什科爾托斯坦共和國國旗自上而下是藍、白、綠三色彩條，中間是綠色的乌拉尔棱子芹繖形花序圖案，是友誼的象徵。這面國旗于1992年2月25日開始啟用，長寬比是 1:2。